# Pronuba gracilis
Pronuba gracilis är en skalbaggsart som beskrevs av Hovore och Giesbert 1990. Pronuba gracilis ingår i släktet Pronuba och familjen långhorningar.
Artens utbredningsområde är Costa Rica. Inga underarter finns listade i Catalogue of Life.